# Linda Creed
Linda Creed (* 6. Dezember 1949 in Philadelphia; † 10. April 1986 in Ambler, Pennsylvania) war eine US-amerikanische Songtexterin, die zusammen mit Thom Bell einige der erfolgreichsten Songs des Phillysounds der 1970er schrieb.

## Leben
Creeds musikalische Karriere begann 1971, als Dusty Springfield ihr Stück I Wanna Be a Free Girl aufnahm. Im gleichen Jahr begann Creed, mit Thom Bell zusammenzuarbeiten. Sie schrieben etliche Hits für The Stylistics, darunter Stop, Look, Listen (To Your Heart), You Are Everything und I'm Stone in Love With You. Auch The Spinners bekamen von dem Duo eine Reihe von Hits geliefert, etwa Ghetto Child, Living a Little, Laughing a Little und The Rubberband Man.
Die Songs von Creed und Thom Bell werden bis heute vor allem von Künstlern aus dem Soul-, R&B- und Smooth-Jazz-Bereich häufig gecovert, wie beispielsweise 1996 von Prince; auf seinem Album Emancipation veröffentlichte er eine Coverversion von dem Song Betcha by Golly, Wow, den Creed zusammen mit Bell geschrieben hatte.
Im Alter von 26 Jahren erkrankte Creed an Brustkrebs. Dennoch gab sie ihre Arbeit nicht auf. Mit dem Komponisten Michael Masser schrieb sie 1977 den Song Greatest Love of All für Muhammad Alis Filmbiografie. 1986 wurde das Stück von Whitney Houston neu eingespielt. Kurz bevor er die Spitzenposition der US-Charts erreichte, starb Linda Creed im Alter von 36 Jahren.
Ein Jahr später gründete ihre Familie die „Linda Creed Breast Cancer Foundation“ („Linda-Creed-Brustkrebs-Stiftung“). 1992 wurde Linda Creed posthum in die Songwriters Hall of Fame aufgenommen.

## Kompositionen (Auswahl)
- „Because of You“ – The Stylistics; Coverversionen: Johnny Gill, Tracie Spencer
- „Betcha By Golly Wow“ – The Stylistics; Coverversionen: Johnny Mathis, Smokey Robinson & the Miracles, Norman Connors mit Phyllis Hyman, Dionne Warwick, Donald Ray Brown, Freddie Hubbard, Gary Bartz, Billy Wooten, Stanley Jordan, Ramsey Lewis, Grant Green, Mel Brown, Tuck Andress, Eric Alexander, Suzanne Pittson, Kuh Ledesma, Prince, Aaron Neville
- „Break Up to Make Up“ – The Stylistics; Coverversionen: Johnny Mathis, Will Downing
- „Children of the Night“ – The Stylistics; Coverversionen: The Jones Girls, Cassandra Wilson, Ahmad Jamal, Calvin Brooks
- „I'm Stone in Love With You“ – The Stylistics; Coverversionen: Johnny Mathis, Etta James, Engelbert
- „People Make the World Go 'Round“ – The Stylistics; Coverversionen: Michael Jackson, Stevie Wonder, Rose Royce, Angela Bofill, Ramsey Lewis, Freddie Hubbard, Joe McBride, Ralph Peterson, Hugh Masekela, Milt Jackson, Bobby Hutcherson, Doug Cameron, Chuck Brown, Joe Beck, Phil Upchurch, Monty Alexander, Lenny Williams, Marcus Miller, Ron Carter, Nicholas Payton, Jeffery Smith, Walter Beasley, Bob Baldwin, Marion Meadows
- „Rockin' Roll Baby“ – The Stylistics
- „Stop, Look, Listen (To Your Heart)“ – The Stylistics; Coverversionen: Johnny Mathis, Marvin Gaye & Diana Ross, Angela Bofill, Patti Austin, Kool & the Gang, Gerald Albright mit Will Downing, Michael McDonald & Toni Braxton
- „You're as Right as Rain“ – The Stylistics; Coverversionen: Johnny Mathis, Nancy Wilson, Phil Perry, Bob James
- „You Are Everything“ – The Stylistics; Coverversionen: Marvin Gaye & Diana Ross, Patti LaBelle, Michael McDonald, Roberta Flack, Regina Belle, Vanessa L. Williams, Hall & Oates, Kim Carnes, Rod Stewart
- „You Make Me Feel Brand New“ – The Stylistics; Coverversionen: The 5th Dimension, Johnny Mathis, Roberta Flack, Babyface, Marlena Shaw, Regina Belle, Yolanda Adams, Marilyn McCoo & Billy Davis Jr., B.J. Thomas, Vicky Leandros, Simply Red, Norman Brown, Everette Harp
- „Ghetto Child“ – The Spinners; Coverversionen: Ahmad Jamal, Mel Brown
- „I'm Coming Home“ – The Spinners; Coverversionen: Johnny Mathis, Christian McBride
- „I Don't Want to Lose You“ – The Spinners; Coverversionen: Phyllis Hyman, Will Downing, Rebbie Jackson, Freddie Hubbard
- „Living a Little, Laughing a Little“ – The Spinners; Coverversionen: Elvis Costello, John Hiatt
- „The Rubberband Man“ – The Spinners
- „Give in to Love“ – Sister Sledge; Coverversion: Dee Dee Bridgewater
- „Life Is a Song Worth Singing“ – Teddy Pendergrass; Coverversion: Johnny Mathis
- „Hold Me“ – Whitney Houston & Teddy Pendergrass
- „Greatest Love of All“ – George Benson; Coverversionen: Whitney Houston, Shirley Bassey, Jane Olivor, Natalie Grant, Keiko Lee, Pharoah Sanders
- „You Are the Love of My Life“ – George Benson & Roberta Flack
- „You Never Know What You Got“ – James Ingram
- „Old Friend“ – Phyllis Hyman
- „Someone to Love“ – Phyllis Hyman